# Rheinwald
Pour les articles homonymes, voir Rheinwald (homonymie).
Le Rheinwald est une vallée du canton des Grisons en Suisse.

## Géographie

Vue aérienne (1954)

La vallée du Rheinwald est traversée par le Rhin postérieur qui y prend sa source à proximité du Rheinwaldhorn. Le Rhin postérieur parcours trois vallées successives : Rheinwald en amont, la vallée de Schams au milieu et la vallée de Domleschg en aval.
La route traversant la vallée permet de rejoindre le val Mesolcina et le Tessin au sud par le col du San Bernardino.

## Sources
- (de) Cet article est partiellement ou en totalité issu de l’article de Wikipédia en allemand intitulé « Rheinwald » (voir la liste des auteurs).